# Nemomydas pantherinus
Nemomydas pantherinus is een vliegensoort uit de familie Mydidae. De wetenschappelijke naam van de soort is, geplaatst in het geslacht Leptomydas, voor het eerst geldig gepubliceerd in 1868 door Gerstaecker.
De soort komt voor in Noord-Amerika.